# Anna Barbora z Thun-Hohensteinu
Anna Barbora z Thun-Hohensteinu (německy Anna Barbara von Thun und Hohenstein, 1632 - prosinec 1709) byla šlechtična z jihotyrolského šlechtického rodu Thun-Hohensteinů.

## Život
Narodila se jako dcera Jan Arbogasta z Thun-Caldes a jeho manželky Judity z Arco.
V roce 1647 se provdala za hraběte Alfonse Františka Thuna z Castell-Brughier, se kterým měla mnoho dětí, mezi nimi Aloise Arnošta, Josefa Jana Antonína a dceru Felicitas Pulcherii.
Byla jednou z nejskvělejších žen své doby. Byla patronkou chudých a také vynikající amatérskou hudebnicí, mistrně ovládala hru na citeru a spinet. Díky vynikajícímu, a u žen té doby neobvyklému, vzdělání mohla udržovat korespondenci s italskými a německými vévody, knížaty a dalšími šlechtici.
Svého manžela Anna Barbora přežila o 21 let, zemřela v prosinci roku 1709.